# Grotte du Gel
La grotte du Gel, en italien Grotta del Gelo, est une grotte italienne d'origine volcanique que l'on trouve à 2 043 mètres d'altitude sur les pentes de l'Etna, en Sicile. La présence de glace à l'intérieur en fait une glacière naturelle.

## Géographie
Située sur le territoire communal de Randazzo, elle présente une profondeur de 125 mètres. Elle doit son nom à la présence, en son sein, de glaces pérennes, ce qui en ferait le glacier le plus méridional d'Europe.

## Histoire
La cavité est créée entre 1614 et 1624 au cours d'une éruption volcanique de l'Etna. Elle constitue aujourd'hui une attraction touristique.

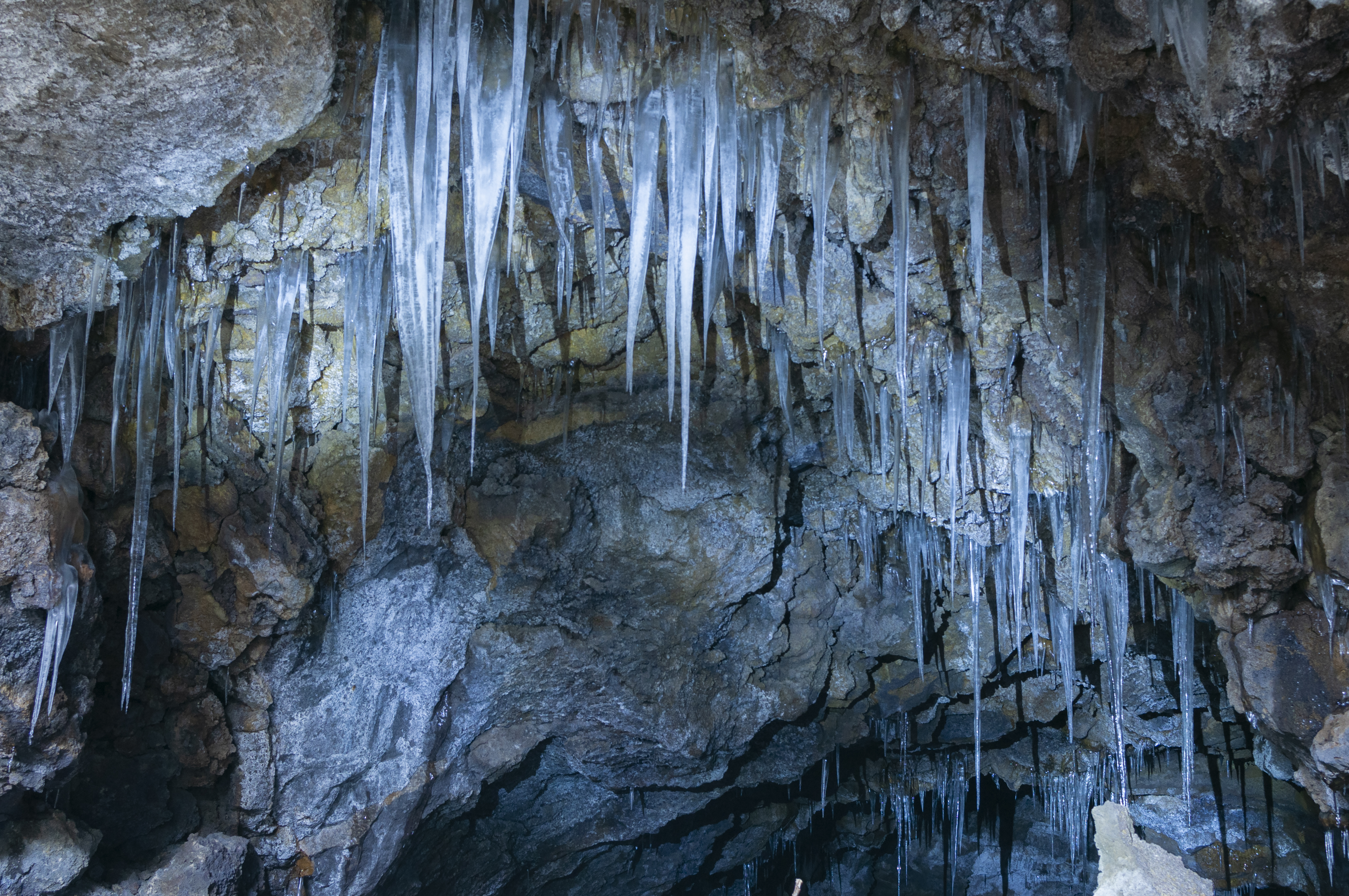
Stalactites de glace dans la grotte.